# Roberto Guerrero
Pour les articles homonymes, voir Guerrero (homonymie).
Roberto Guerrero Isaza, dit Roberto Guerrero, né le 16 novembre 1958 à Medellin en Colombie, est un ancien pilote automobile colombien. Auteur d'un passage discret en Formule 1 lors des saisons 1982 et 1983, il s'est surtout rendu célèbre par ses prestations aux 500 Miles d'Indianapolis.

## Biographie
Double champion de Colombie de karting, Roberto Guerrero rejoint l'Angleterre en 1977 pour y faire ses débuts en sport automobile, via la célèbre école de Jim Russell. Après de prometteuses prestations en 1978 dans le championnat britannique de Formule Ford, il connaît plus de difficultés en 1979 dans les championnats européens et britanniques de Formule 3. Mais sa deuxième saison en Formule 3 est de grande qualité, puisqu'il termine vice-champion de Grande-Bretagne derrière le Suédois Stefan Johansson.
Après un passage correct par le championnat d'Europe de Formule 2 en 1981, il accède en 1982 à la Formule 1, au sein de l'écurie Ensign de Mo Nunn (en), intéressé par les indéniables qualités de pilote du Colombien, mais surtout par ses puissants soutiens budgétaires (dont une marque de café). Cela n'empêche pas la petite écurie britannique de manquer cruellement du budget pour faire bonne figure en F1, et Guerrero doit se contenter de prestations anonymes (quand il parvient à se qualifier) dans le cœur du peloton. En 1983, l'écurie Theodore Racing rachète les châssis Ensign, et Guerrero est de la partie. Mais comme la saison précédente, il ne parvient pas à inscrire le moindre point.
Sans débouchés en F1 après deux saisons au cours desquelles il n'a pas su se monter capable de s'élever au-dessus de son statut de pilote payant, Guerrero décide de rejoindre les rangs du championnat CART aux États-Unis. Dans un environnement moins concurrentiel, le Colombien ne tarde pas à s'affirmer comme l'une des valeurs sures de la discipline et décroche le trophée honorifique du meilleur débutant de l'année en 1984. Il est également élu meilleur débutant des 500 Miles d'Indianapolis (2e pour sa première apparition sur le Brickyard). Souvent aux premières places du peloton (en 1985 et 1986, il termine respectivement 3e et 4e de l'Indy 500), il peine pourtant à décrocher sa première victoire. Ce premier succès tant attendu, il l'obtient début 1987 sur le tracé de Phoenix. Il est bien proche de récidiver lors des 500 Miles d'Indianapolis, l'épreuve suivante, mais un ennui technique lors de son ultime ravitaillement alors qu'il dominait la course l'oblige à se contenter d'une belle mais frustrante deuxième place. Le reste de sa saison est tout aussi brillant : il remporte une deuxième victoire (sur le circuit de Mid-Ohio) et termine le championnat au quatrième rang. Sa carrière est pourtant bien proche de s'arrêter en fin d'année à la suite d'un grave accident lors d'essais privés à Indianapolis qui le laisse près de deux semaines dans le coma.
Guerrero effectue son retour à la compétition dès 1988, mais sans retrouver la flamme de ses premières années. Également victime de mauvais choix d'écurie, il sombre dans l'anonymat du peloton, au point de se retrouver sans volant à temps plein pour la saison 1992. Étant parvenu à trouver un volant pour les 500 Miles d'Indianapolis, il fait sensation en décrochant la pole position et en battant le record du circuit. Mais le conte de fée tourne court pour Guerrero qui, piégé par une piste particulièrement fraiche et des pneus insuffisamment montés en température, part à la faute dès le tour de chauffe. Ce sera le dernier coup d'éclat de Guerrero, qui participera de manière discrète et épisodique au CART puis au nouveau championnat IRL jusqu'en 2001 avant de prendre sa retraite.

## Résultats en championnat du monde de Formule 1
| Saison | Écurie               | Châssis    | Moteur      | Pneus    | GP disputés | Points inscrits | Classement |
| ------ | -------------------- | ---------- | ----------- | -------- | ----------- | --------------- | ---------- |
| 1982   | Ensign Racing        | N180B N181 | Cosworth V8 | Pirelli  | 8           | 0               | n.c.       |
| 1983   | Theodore Racing Team | N183       | Cosworth V8 | Goodyear | 13          | 0               | n.c.       |

## Palmarès
- Meilleur débutant du championnat CART 1984
- Élu meilleur débutant des 500 Miles d'Indianapolis 1984 (distinction partagée avec Michael Andretti)
- Poleman des 500 Miles d'Indianapolis 1992